# Commonwealth Games 1994/Badminton (Mannschaft)
Folgend die Ergebnisse und Platzierungen bei den Commonwealth Games 1994 der Mannschaften im Badminton.

## Ergebnisse

### Halbfinale
| Mannschaft 1 | Mannschaft 2 | Ergebnis |
| ------------ | ------------ | -------- |
| England      | Australien   | 4-1      |
| Malaysia     | Hongkong     | 3-2      |

## Endstand
| Disziplin | Gold | Silber | Bronze |
| --------- | --- | --- | --- |
| Team      | England Simon Archer Julie Bradbury Gillian Clark Chris Hunt Peter Knowles Suzanne Louis-Lane Joanne Muggeridge Anders Nielsen Nick Ponting Joanne Wright | Malaysia Cheah Soon Kit Kuak Seok Choon Lee Wai Leng Leong Yeng Cheng Ong Ewe Hock Rashid Sidek Zamaliah Sidek Soo Beng Kiang Tan Kim Her Tan Lee Wai | Australien Peter Blackburn Lisa Campbell Rhonda Cator Amanda Hardy Murray Hocking Stuart Metcalfe Mark Nichols Wendy Shinners Paul Stevenson Song Yang |
| Team      | England Simon Archer Julie Bradbury Gillian Clark Chris Hunt Peter Knowles Suzanne Louis-Lane Joanne Muggeridge Anders Nielsen Nick Ponting Joanne Wright | Malaysia Cheah Soon Kit Kuak Seok Choon Lee Wai Leng Leong Yeng Cheng Ong Ewe Hock Rashid Sidek Zamaliah Sidek Soo Beng Kiang Tan Kim Her Tan Lee Wai | Hongkong Chan Oi Ni Chan Siu Kwong Cheng Yin Sat Chung Hoi Yuk Ma Che Kong Tam Kai Chuen Tung Chau Man Wong Chun Fan Wong Wai Keung Wong Wai Lap       |